# Roccaraso
Roccaraso er en kommune med 1.630 indbyggere og ligger i den sydligste del af provinsen L'Aquila i regionen Abruzzo i Italien. Den ligger på højsletten Cinquemiglia ("De fem mil") og indgår den lokale sammenslutning af bjergkommuner Comunità Montana Alto Sangro Cinque Miglia. Dens skilifter indgår i skisystemet Alto Sangro og byen er et af de største centre for bjergturisme i Appenninerne.

## Geografi
Roccaraso er omgivet af kommunerne Ateleta, Barrea, Castel di Sangro, Pescocostanzo, Rivisondoli (der gennemskærer kommunen), San Pietro Avellana (i regionen Molise) og Scontrone. Terrænet øst og vest for byen er bjergrigt, mod nord flader det ud i højsslette og mod syd skråner det ned mod byen Castel di Sangro.

### Klima
Roccarasos placering på højsletten Cinquemiglia, omgivet af bjerge, giver et klima med kolde vintre, der muliggør skiløb. Årets gennemsnitstemperatur i perioden 1961-1990 var 8,5 grader, med januar som den koldeste (-0,2) og august som den varmeste måned (17,4 grader).
| 1961-1990                 | Jan  | Feb  | Mar  | Apr  | Maj  | Jun  | Jul  | Aug  | Sep  | Okt  | Nov | Dec  | Året |
| ------------------------- | ---- | ---- | ---- | ---- | ---- | ---- | ---- | ---- | ---- | ---- | --- | ---- | ---- |
| Temperatur max. gnm. (°C) | 3,6  | 5,1  | 8,3  | 11,7 | 15,7 | 19,7 | 23,2 | 23,9 | 19,1 | 14,5 | 9,7 | 5,0  | 13,3 |
| Temperatur gnm. (°C)      | -0,2 | 0,6  | 3,9  | 7,1  | 10,7 | 14,2 | 17,0 | 17,4 | 13,7 | 9,8  | 6,0 | 1,5  | 8,5  |
| Temperatur min. gnm. (°C) | -4,0 | -4,0 | -0,5 | 2,4  | 5,6  | 8,6  | 10,8 | 10,9 | 8,2  | 5,1  | 2,2 | -2,1 | 3,6  |

## Historie
Man mener, at byen Roccaraso er opstået omkring år 1000 nær floden Rasinus, med det oprindelige navn Rocca Rasini. Beboerne ernærede sig ved landbrug og småhåndværk, og byens ret afsides placering gjorde, at den kunne udvikle sig fredeligt gennem århundreder.
Byens udvikling accelerede, da jernbanen fra Sulmona til Isernia blev åbnet i 1897. Den havde station i Roccaraso, og fra Isernia var der forbindelse til Napoli og dermed mulighed for den første egentlige turisme i området. Roccaraso fik sine første hoteller, og der blev satset på både sommer- og vinterturisme. Den 22. januar 1922 stiftedes byens første skiklub, Sci Club Roccaraso, og byen udviklede sig til et populært mål for skiinteresserede fra Napoli og Rom.
Under 2. verdenskrig blev den tyske forsvarslinje Gustav-linjen i efteråret 1943 lagt, så den havde et af sine tyngdepunkter ved Roccaraso. Det medførte at byen blev udsat for voldsomme bombardementer, og at mange bygninger - herunder det gamle teater fra 1698 - blev ødelagt. Som anerkendelse for de mange tab, blev landsbyen Pietransieri i kommunen i 1967 tildelt den italienske stats tapperhedsmedalje i guld. Lokale partisaner havde dræbt to tyske officerer, og som hævn blev 128 af landsbyens indbyggere slået ihjel. Roccarasos indbyggere gik efter krigen i gang med genopbygningen. Mange hoteller og andre turistfaciliteter er siden kommet til, men fordi den gamle by blev ødelagt, beskrives Roccaraso nu arkitektonisk som "temmelig uinteressant".

## Demografi
Byens befolkningstal kulminerede omkring år 1900. Siden faldt det, men det er blevet stabiliseret efter 2. verdenskrig.

## Trafik
Da det italienske hovedvejssystem, Strade statali, blev oprettet i 1928, kom SS 17 til at gå gennem Roccaraso. Vejen, der forbinder Antrodoco i Lazio med Foggia, er syd for Roccaraso blevet udbygget med et system af broer og tunneller, der medvirker til at lette den nord-sydgående trafik gennem Abruzzo.
Som nævnt kom jernbanen til Roccaraso i 1897, men i takt med bilismens udbredelse mistede den sin betydning, og i 11. december 2011 ophørte trafikken mellem Sulmona og Castel di Sangro, og dermed gennem Roccaraso. Skinnenettet blev liggende, og den italienske forening af jernbaneentusiaster, Fondazione FS Italiano, har siden arbejdet på at bevare linjen, der er den næsthøjest beliggende i Italien, efter Brennerbanen. I maj 2014 arrangerede foreningen historiske togafgange på ruten.

## Sport

### Ski
Da området får en del snefald om vinteren, har der været skiløb i Roccaraso i mange år. Det første registrerede løb fandt sted i 1910 og den første skilift blev anlagt i 1936. Skiløbet foregår primært i de bjerge, der ligger omkring Monte Greco (2.283 m) og er efterhånden blev udbygget til skiområdet Alto Sangro – Roccaraso/Rivisondoli med 112 km nedfarter og 26 skilifter. Det er et af de største og sydligste skiområder i Mellemitalien, men ikke det sydligste i Italien, da der også kan løbes på ski ved Etna på Sicilien. Pisterne ved Roccaraso bruges også internationalt. Således var der i marts 2005 en afdeling af Europa Cup på stedet, og 29. februar-9. marts 2012 blev der holdt VM for juniorer i Roccaraso.

### Cykling
Roccaraso var mål for 14. etape af Giro d'Italia 1980 (etapevinder Bernard Hinault, der også vandt løbet). I Giro d'Italia 2016 var byen mål for 6. etape.